# 桃園市八德區大成國民小學
桃園市八德區大成國民小學，簡稱大成國小，是位於臺灣桃園市八德區的一所國民國小。該校於1923年設立為公校分教場，並於1928年獨立成為公學校。校區佔地28,155.2平方公尺，位於桃園區通往大溪區的桃大公路旁，學區人口眾多，2014年時班級共有78個，學生人數已達二千三百多人。

## 學區範圍
大慶里、大成里、大昌里、大同里、大和里、大智里（24鄰【桃德路8巷26弄1-3號、5-8號、10號，桃德路8巷32號除外】)、陸光里，瑞興里（14鄰至18鄰）、廣隆里（1鄰至25鄰、29鄰至31鄰、33鄰至35鄰）、廣興里（11鄰、25鄰【廣福路389巷全部】、26鄰）、廣德里（15鄰【建國路872號至904號雙號全部】）

## 校史
- 大正12年（1923年），八塊庄長葉炳申申請設校，八塊公校大湳分教場成立，租用民房作為教室。[1][4]
- 昭和3年（1928年）3月31日，大湳公學校成立。[4]
- 昭和16年（1941年），校名改稱大湳國民學校。[1]民國34年（1945年）10月25日，戰後，學校正名大湳國民學校。[4]
- 民國56年（1967年），更名為桃園縣八德鄉大成國民學校。[1]
- 民國57年（1968年）台灣實施九年國民義務教育，9月1日，更名為桃園縣八德鄉大成國民小學。[1][4]
- 民國70年（1981年）9月1日，成立附設民眾補習學校。[4]
- 民國77年（1988年）8月1日，成立附設幼稚園。[4]
- 民國85年（1996年）1月1日，八德鄉改制升格為八德市，校名更為桃園縣八德市大成國民小學。[1]
- 民國102年（2013年）8月1日，成立嘿咻學前特教班。[4]
- 民國103年（2014年）12月25日，桃園縣改制升格為桃園市，更名為桃園市八德區大成國民小學。[4]
- 民國110年（2021年），原定於10月23日舉辦的運動會因為疫情因素順延至明年（2022年）3月25日舉辦。[5][6]
- 民國111年（2022年）4月8日起，大成國小停課10天，4月15日復課。[7][8]5月30日起，大成國小再次停課，預定6月6日復課。[9]6月1日，桃園市長鄭文燦前往大成國小視察幼童接種BNT疫苗的情況。[10]

## 歷任校長
- 村島候槿（1928-1932）
- 小山田愛助（1933-1937）
- 齊藤元助（1938-1939）
- 伊山義一（1940）
- 中林正之（1941）
- 石川克（1942-1943）
- 田中彈正（1944-1945，1945年11月15日呂芳春接任）
- 黃岳陽（1946-1947）
- 陳登林（1948）
- 呂芳春（1949）
- 謝定坤（1950，1950年上學期呂芳春代理）
- 林元文（1951
- 邱創忠（1952-1965，1965年上學期林元文代理）
- 曾慶秋（1966-1969，1969年下學期呂文調代理）
- 蔡姆蘭（1970-1974）
- 楊士正（1975-1978）
- 陳兆明（1979-1988）
- 陳遠清（1989-1995）
- 臧德武（1996-2002）
- 黃種斌（2003-2010）
- 黃辛材（2011-2012）
- 戴進明（2013，代理）
- 李彥霖（2014-2017）
- 張佩君（2018-今）

## 校友
- 朱立倫[11]，現任國民黨主席
- 萬芳[12]，歌手
- 劉茂群，現任桃園市議員
- 蔡永芳[13]，現任桃園市議員